# اوپانیشاد ایشا
اوپانیشاد ایشا (Devanagari: ईशोपनिषद् IAST īśopaniṣad) یکی از کوتاه‌ترین اوپانیشادها است که در فصل (ادهیایا) ی آخر یاجورودا آمده‌است. ایشا یک اوپانیشاد اصیل (موکیا) است و به نظم شعری تألیف شده‌است که ۱۷ یا ۱۸ بند دارد.
این اوپانیشاد متنی کلیدی در خرده‌مکاتب ودانتا و شروتی مهمی در بسیاری از مکاتب مختلفHinduism است. ایشا چهلمین فصل یاجورودا نیز است. نام آن از کلمات آغازینش īśā vāsyam گرفته شده که به معنای «دربرگرفته توسط ایشوارا» یا «پنهان در ایشوارا». است این متن دربارهٔ نظریه‌های مرتبط با آتمن (روح، خویش) بحث می‌کند هر مکاتب دوایتا (دوگانه بین آتمن و برهمن) و آدوایتا (یکی بودن آتمن و برهمن) به آن ارجاع می‌دهند.
پل دوسن اوپانیشاد ایشا به‌همراه اوپانیشادهای کنه، کته، سوتاسواتارا و مونداکا تحت عنوان «اوپانیشادهای شعری» طبقه‌بندی کرده‌است.